# Locomotiva SB 16b
Le locomotive 16b della Südbahngesellschaft erano locomotive a vapore ordinate alla Floridsdorf per l'esercizio sulle linee della rete.

## Storia
Le 8 locomotive della serie furono ordinate dalla SB alla Floridsdorf; vennero numerate 16b 202–209.
Due locomotive vennero assegnate al deposito di Innsbruck, e le restanti sei a quello di Marburgo.
Dopo la prima guerra mondiale 7  macchine su 8 furono cedute alle Ferrovie dello Stato italiane, che le classificarono nel gruppo 513 con numeri 513.001–007. L'ottava macchina passò alle BBÖ dove prestò servizio fino al 1924.